# Uffe Elbæk
Uffe Elbæk (nacido el 15 de junio de 1954 en Ry) es un político, trabajador social, escritor, periodista y empresario danés. En 2013 fundó el partido político verde La Alternativa, que dirigió hasta febrero de 2020. Es miembro independiente del Folketing.
Desde el 3 de octubre de 2011 hasta diciembre de 2012 se desempeñó como Ministro de Cultura de Dinamarca.
Originalmente fue miembro del Partido Social Liberal, pero se fue en septiembre de 2013 para lanzar La Alternativa con Josephine Fock. Elbæk anunció el 16 de diciembre de 2019 que dimitiría como líder político de La Alternativa el 1 de febrero de 2020. Después de dejar el liderazgo del partido, Elbæk lo abandonó por completo antes de unirse a otros dos parlamentarios de Alternativa para formar los nuevos Independientes Verdes en septiembre de 2020. Fue sucedido por Josephine Fock.

## Carrera temprana
Uffe Elbæk es el fundador y exdirector de la Escuela Internacional KaosPilots de Diseño de Nuevos Negocios e Innovación Social, ubicada en Aarhus. La escuela KaosPilots inspiró la creación de varias escuelas internacionales ubicadas en Noruega, Suecia y los Países Bajos. También fue uno de los iniciadores del entorno empresarial cultural llamado Frontløberne.
De 2007 a 2009, Elbæk se desempeñó como CEO de World Outgames 2009.
En julio de 2010, Elbæk fundó la empresa de consultoría Change The Game, que se centra en las habilidades de formación de liderazgo, las campañas políticas y los conceptos de innovación social.

## Carrera política

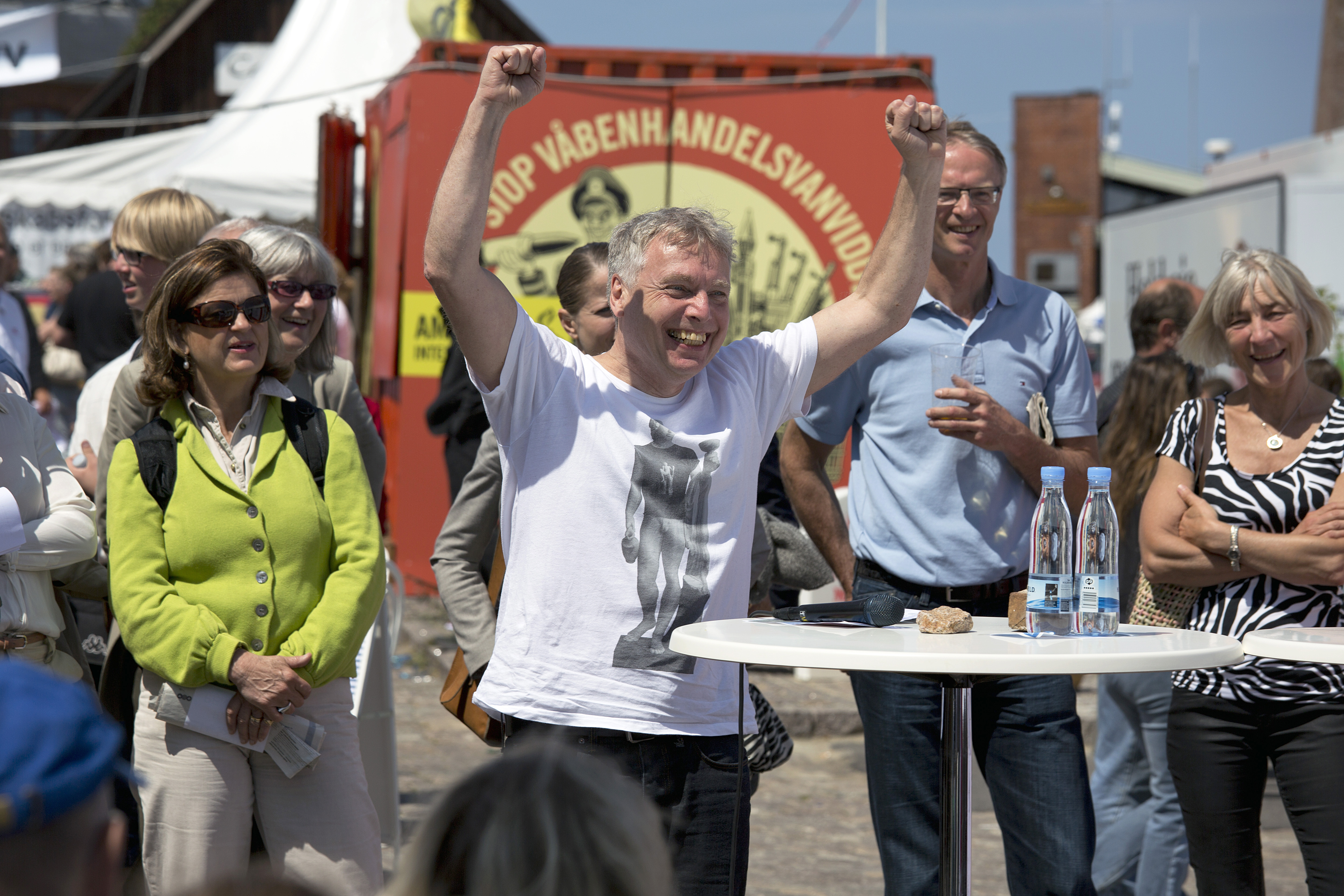
Uffe Elbaek en una reunión pública en 2012.

Elbæk ganó un escaño en el Folketing del Partido Social Liberal en las elecciones parlamentarias de 2011. El 3 de octubre de 2011 fue nombrado ministro de Cultura de Dinamarca en el gabinete de gobierno de Helle Thorning-Schmidt. Renunció a su puesto de ministro en diciembre de 2012 tras recibir críticas por celebrar cinco reuniones oficiales en la organización AFUK - Akademiet For Utæmmet Kreativitet (en español, Academia Para La Creatividad Indómita), donde anteriormente ocupó un puesto de presidente y donde trabajaba su marido. Más tarde fue absuelto de todos los cargos por la agencia nacional de auditoría de Dinamarca (en danés, Rigsrevision), que concluyó que no había tenido un conflicto de intereses. En cambio, el Ministerio fue criticado por algunas otras facetas relacionadas con el caso.

### La Alternativa

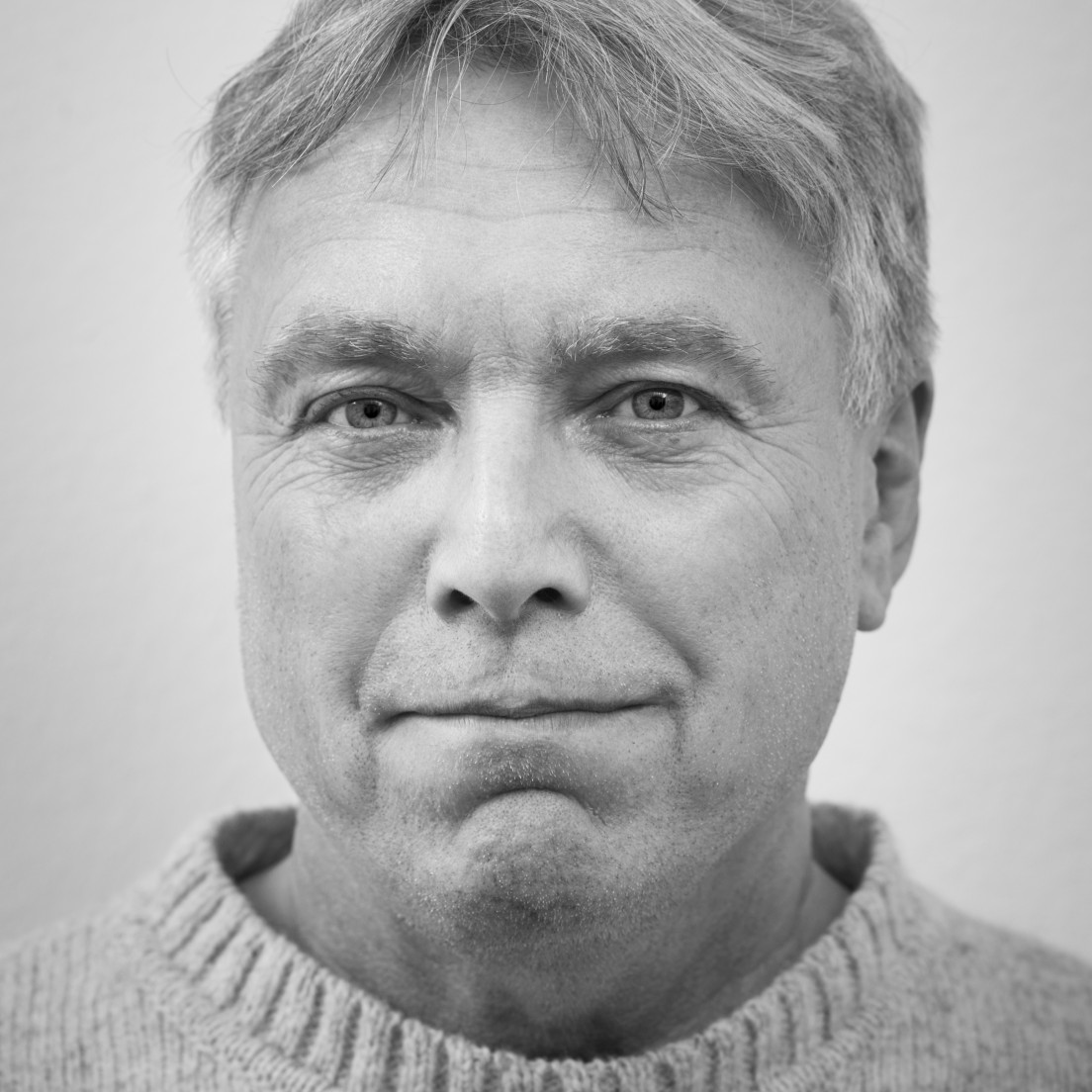
Cartel electoral de Uffe Elbæk en las elecciones generales danesas de 2015.

El 27 de noviembre de 2013, Uffe Elbæk ofreció una conferencia de prensa en la que anunció la formación de un nuevo partido político "verde" llamado La Alternativa. El Partido no tenía un programa político tradicional, pero quería desarrollarlo junto con la ciudadanía a través de los llamados "laboratorios políticos".
En la primavera de 2014, se llevaron a cabo 20 laboratorios políticos en toda Dinamarca, donde participaron más de 700 ciudadanos. Poco después, el 24 de mayo, se hizo realidad su primer programa político colaborativo. El programa político se actualiza periódicamente a medida que se desarrollan las políticas específicas a través de los laboratorios políticos, y luego se verifica y respalda por la unidad de tomadores de decisiones políticas en El Foro Político.
El 23 de febrero, Uffe Elbæk hizo uso de Twitter para dar la noticia de que La Alternativa había reunido suficientes firmas para poder participar en las próximas elecciones parlamentarias. Así lo confirmó y aceptó oficialmente el Ministerio del Interior el 23 de marzo, cuando el partido obtuvo la aceptación en las listas electorales.
En las elecciones parlamentarias de 2015, La Alternativa obtuvo el 4,8% de los votos (168.788), lo que les dio nueve escaños en el parlamento. Uffe Elbæk recibió 18.796 votos personales, obteniendo así la décima mayoría de votos personales en esta elección. Fue nominado por el partido para postularse como primer ministro en las elecciones, pero perdió ante la líder de los socialdemócratas, Helle Thorning-Schmidt.
Además de Uffe Elbæk, los miembros del grupo parlamentario de La Alternativa fueron Carolina Maier, Josephine Fock, Christian Poll, Torsten Gejl, Rasmus Nordqvist, Ulla Sandbæk, Roger Matthisen y René Gade.

## Vida personal
Elbæk es abiertamente gay y vive en unión civil con el antropólogo Jens Pedersen, con quien vive en Frederiksberg. Elbæk también tiene un hijo y un hijastro de relaciones anteriores. Es miembro de LGBT Dinamarca y Amnistía Internacional.